# Едуард фон Бауернфельд
Едуард фон Бауернфельд (нім. Eduard von Bauernfeld; 13 січня 1802 — 9 серпня 1890) — австрійський письменник. Писав під псевдонімами Rusticocampius, Feld.

## Короткий життєпис

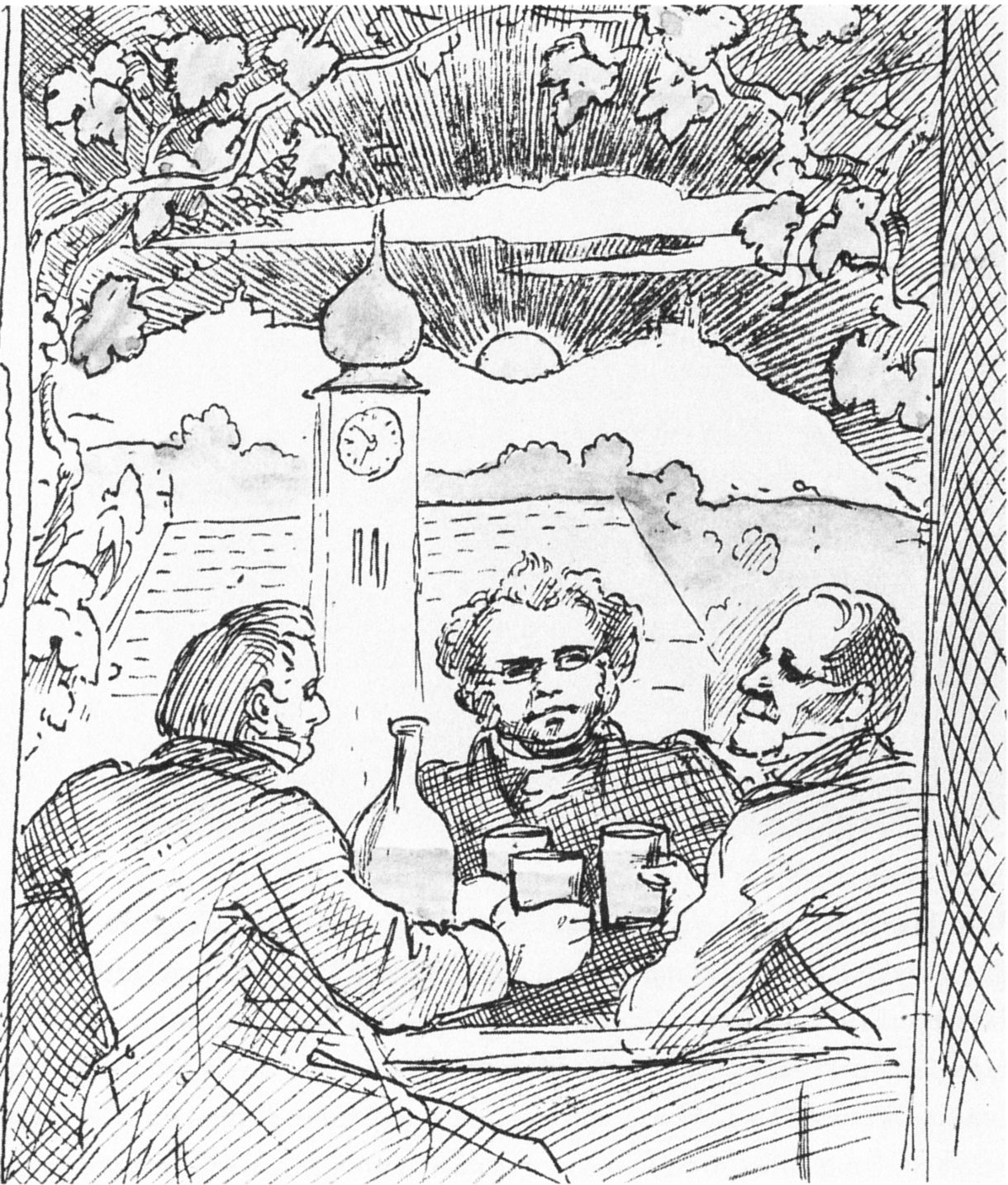
Франц Лахнер (Franz Lachner) (ліворуч), Франц Шуберт (Franz Schubert) і Бауернфелд (праворуч) при чарці молодого домашнього вина. Ескіз Моріца фон Швінда. 1862

Едуард фон Бауернфельд народившись у Відні, рано осиротів і виростав у скрутних умовах життя, отож на свою освіту мав заробляти сам. Однак завдяки енергії і старанності він не тільки закінчив престижну католицьку гімназію Öffentliches Schottengymnasium der Benediktiner in Wien, але і поступив в університет. Спочатку він вивчав філософію, а потім переключився на юриспруденцію. З 1 вересня 1826 р. він працював на різних державних посадах і одночасно почав займатися літературною діяльністю. У 1845 розі він відправився у поїздку до південно-західної Німеччини, Парижу і Лондону. Побачене ним досить вільне суспільне життя закордоном у порівнянні з австрійським настілки його вразило, що він навіть хотів полишити Відень назавжди. Але тут настала революція 1848 р. і з нею надії на переміни. Як представник великонімецьких ліберальних кіл він гостро розкритикував у своїй комедії «Повнолітній» (Großjährig) порядки тодішньої Австрії. Він став членом Австрійської академії наук, але одночасно був звільнений з державної служби. Після цього він працював виключно як вільний письменник і став кінець-кінцем найуспішнішим комедіографом Австрії.
Едуард фон Бауернфельд вважається майстром жанрових картин Відня з місцевим колоритом і був працював головно для Бурґтеатру, в якому його п'єси до 1902 р. ставилися 1100 разів. 1882 Бауерсфельд був обраний почесним громадянство Відня, у наступному році йому було надане звання почесного доктора Університету Відня. Він мав тісні контакти і дружні відносини з відомими особистостями, такими як Моріц фон Швінд, Франц Шуберт, Франц фон Шобер, Ернст фон Фойхтерслебен, Ніколаус Ленау, Йоганн Габріель Зайдль і Франц Ґрільпарцер.
Едуард фон Бауерсфельд також писав твори політичного спрямування і тому часто був у конфлікті з цензурою. Його робота «Республіка тварин» (Die Republik der Tiere) критикувала умови в Австрії часів Меттерніха і цілком може бути порівнянна з «Скотним двором» Джорджа Орвелла.
Заповідана Бауернфельдом премія його імені вручається з 1894 року.
Його могила знаходиться в Центральному цвинтарі Відня. У 1890 році у 9-му районі Відня Альзерґрунд його іменем була названа площа, а у 1904 році в Деблінгу (19-й район) — провулок.

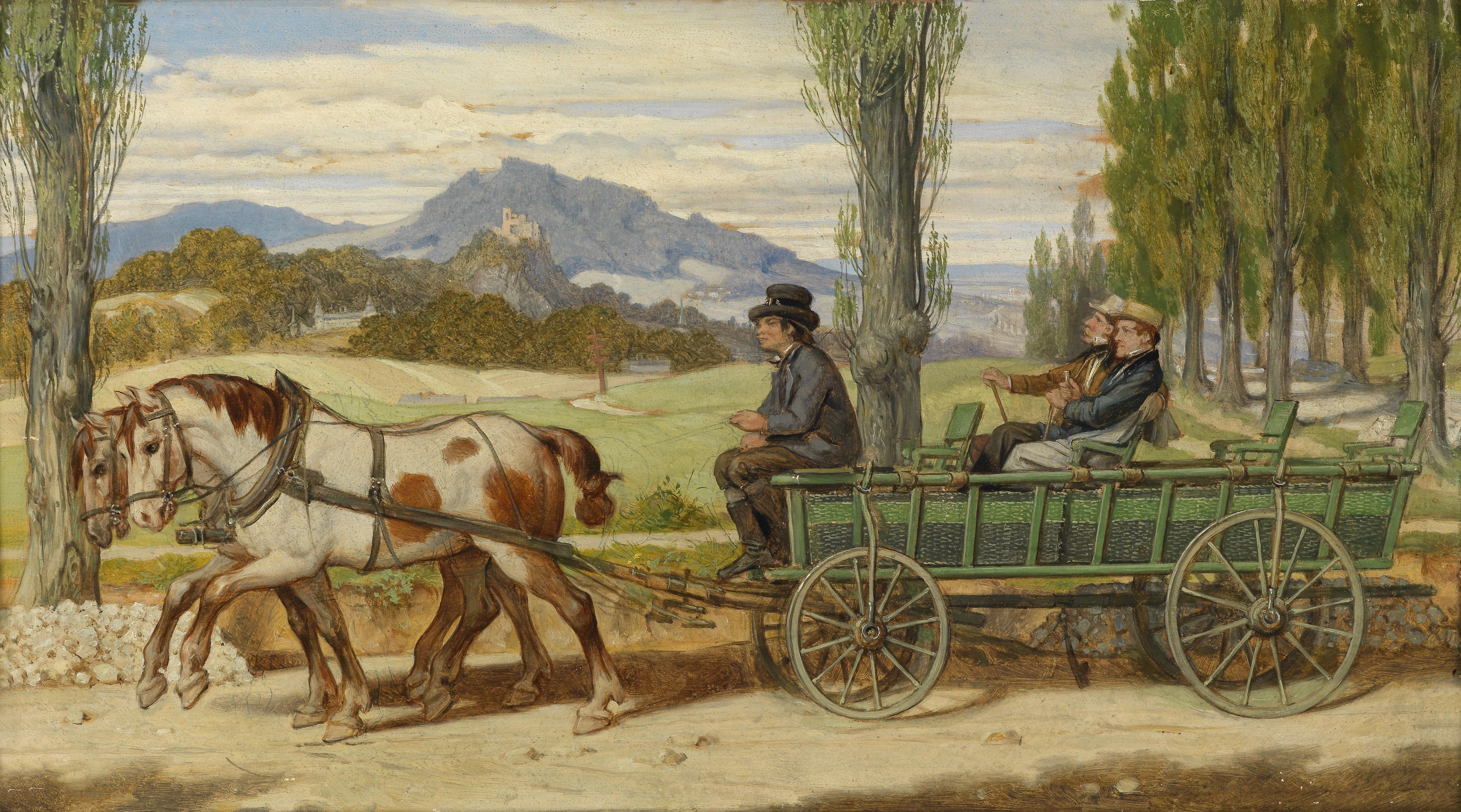
На картині "Сільська розвага" художник Мориц фон Швіндт відобразив спільну з Едуардом фон Бауенфельдом поїзду на село

## Твори
- 1823 Der Magnetiseur (комедія) — «Магнетизер»
- 1831 Leichtsinn aus Liebe — «Легкодухість з кохання»
- 1834 Das letzte Abenteuer (Комедія) — «Останній авантюрист»
- 1840 Zwei Familien (Драма) — «Дві родини»
- 1840 Die Geschwister von Nürnberg (Комедія) «Сестри з Нюрнбергу»
- 1846 Großjährig (Комедія) — «Повнолітній»
- 1867 Aus der Gesellschaft — «З товариства»
- 1872 Aus Alt- und Neu-Wien — «Зі старого і нового Відня».
- 1881 Mädchensrache, oder Die Studenten aus Salamanka — «Дівоча помста, або: Студенти з Саламанки».